# Минно-взрывная травма
Ми́нно-взрывна́я тра́вма — огнестрельная комплексная множественная травма, возникающая в результате влияния поражающих факторов взрыва инженерных, минных боеприпасов и сопровождающаяся глубокими и обширными разрушениями тканей и контузией. По форме повреждения минно-взрывные травмы делят на минно-взрывные ранения и минно-взрывное повреждения.
Такая травма характеризуется чаще всего сотрясением головного мозга, осколочными ранениями, поражающий эффект - колоссальный. При подрыве боеприпаса осколки с поражающими элементами (болты, гайки) разлетаются в разные стороны совместно с ударной волной. Наступает контузия. Открывается сильное кровотечение из конечностей. 

## Тяжесть ранений
Минно-взрывная травма относится к числу самых опасных ранений для жизни. Данные травмы оказывают действие на весь организм в целом.

## Лечение
Максимально быстрая доставка пострадавшего к месту проведения неотложной медицинской помощи.

## Прогноз
Заведомо неблагоприятный. Более 90—95 % пострадавших погибают при близком подрыве, в случае выживания остаются тяжелыми инвалидами.

## Статистика травмирования
В годы второй мировой войны от этого типа травм составлял около 1 % санитарных потерь. Во время операции в Афганистане потери советских войск от минно-взрывных травм достигали 30 %. В 2008 году в мире каждую неделю от минно-взрывных травм погибали или становились инвалидами около 800 человек.